# 香港海洋公園
香港海洋公園（ホンコンかいようこうえん、Ocean Park Hong Kong）は、香港島の南区にある動物園、水族館、遊園地である。黄竹坑と南朗山にまたがっている。1977年1月10日に開設した。

## アトラクション

### 高峰樂園

#### 海洋天地

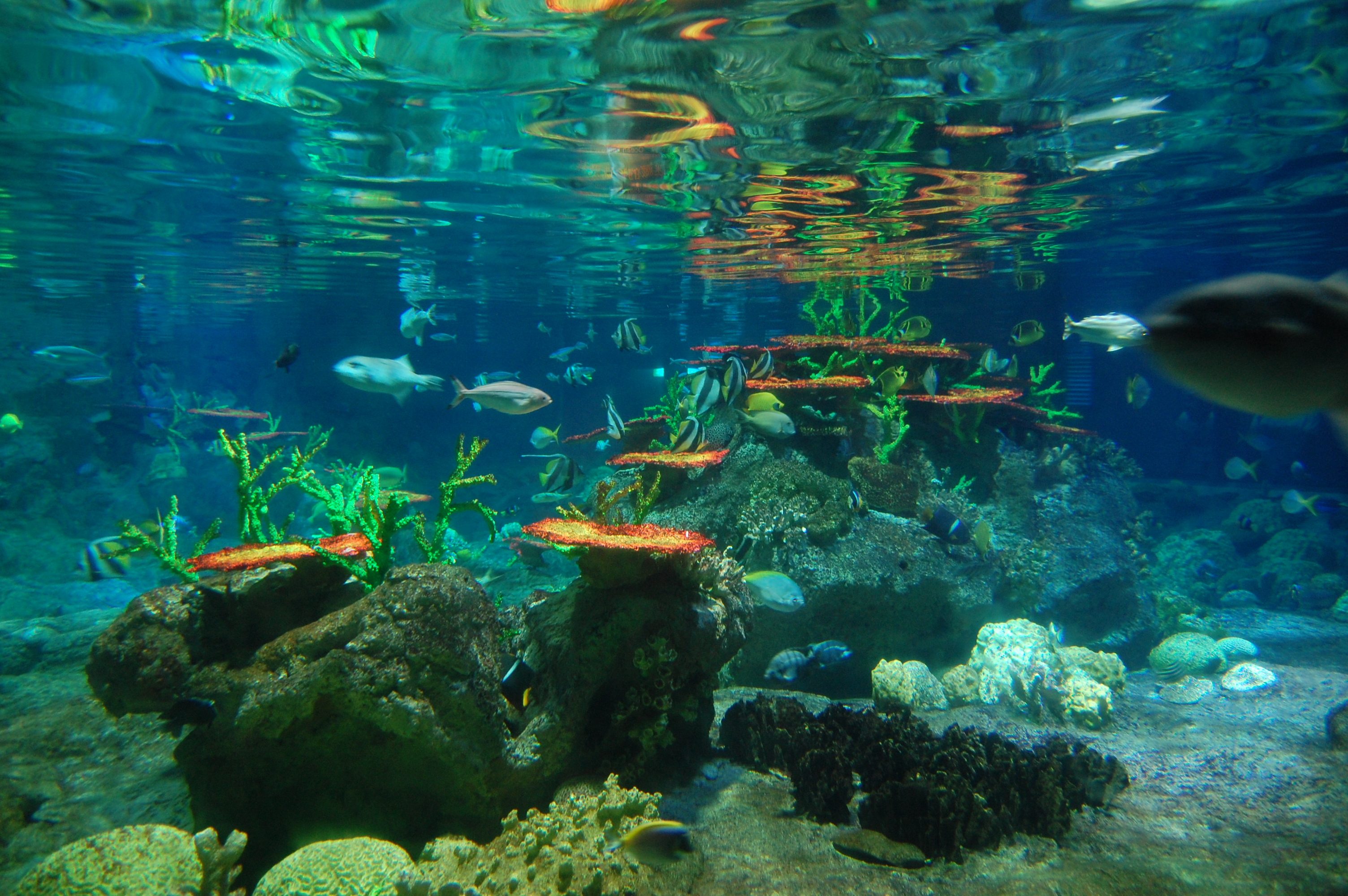
海洋館

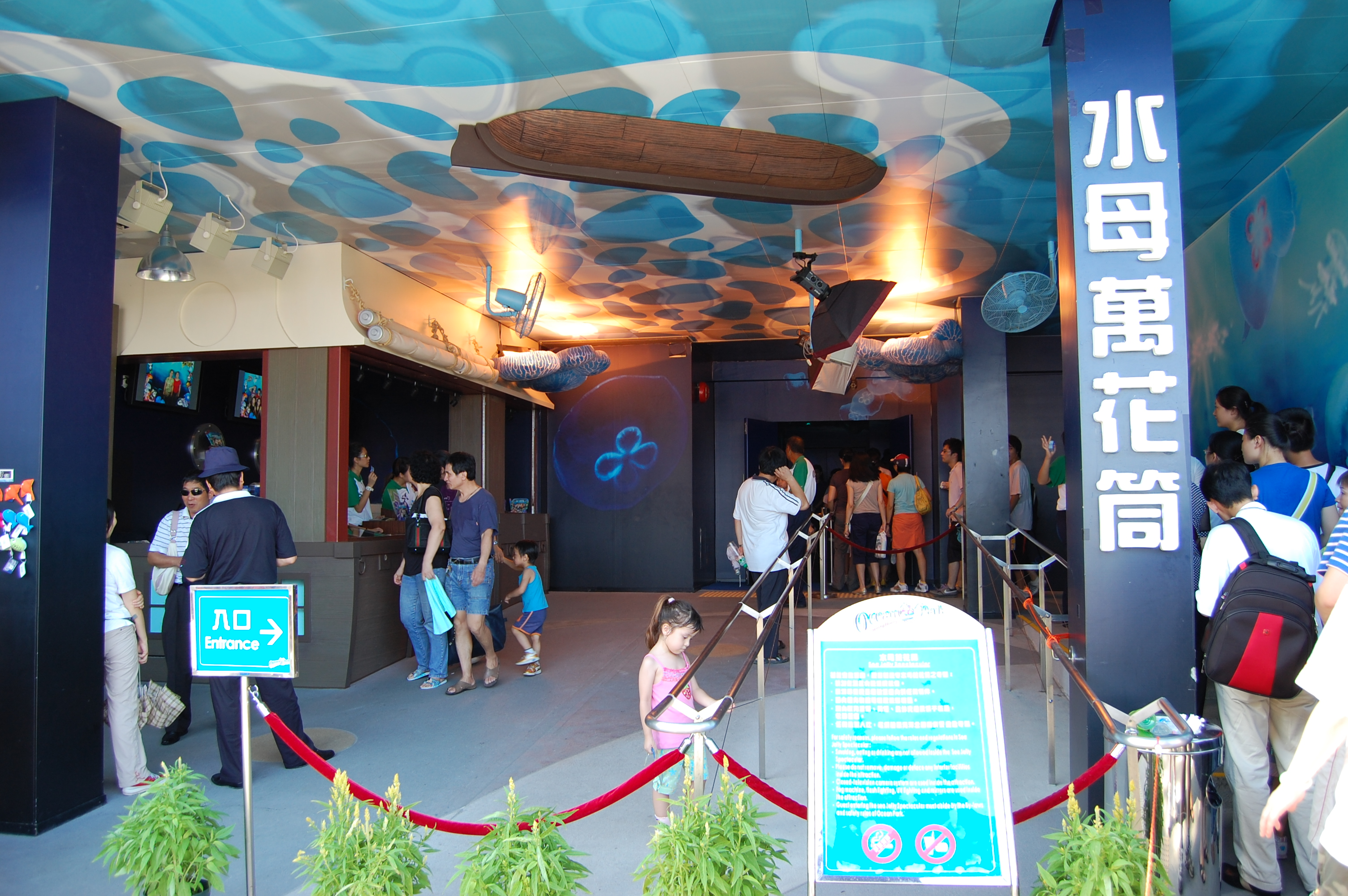
水母萬花筒

- 太平洋海岸
- 尋鯊探秘
- 海洋摩天塔
- 水母萬花筒
- 海洋列車
- 飛天鞦韆
- 沖天搖擺船
- 摩天巨輪

#### 動感天地
- 動感快車
- 超速旋風
- 橫衝直撞
- 雷霆節拍
- 翻天覆地

#### 极地探险
- 极地时速

### 海濱樂園

#### 亞洲動物天地

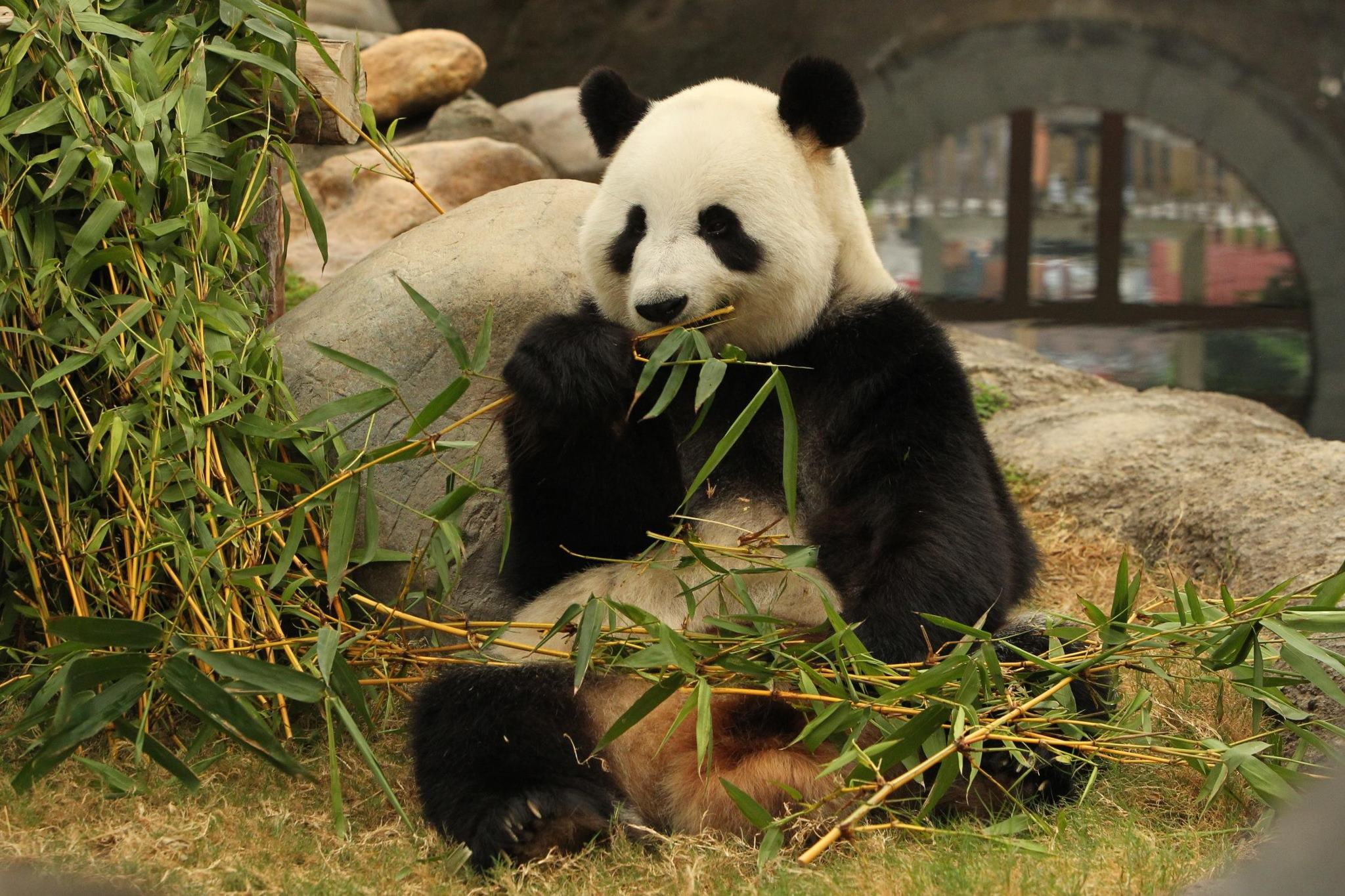
ジャイアントパンダのインイン

- ジャイアントパンダ・アドベンチャー
- パンダ・ヴィレッジ
- ゲーター・マーシュ
- ゴールドフィッシュ・トレジャーズ

#### 綠野花園
- 香港乗馬クラブ・ジャイアントパンダ・ハビタット（香港賽馬會大熊貓園）
- ウォーターフロント・プラザ

#### 威威天地
- 昇空奇遇
- 幻彩旋轉馬
- 威威天地遊樂場

## 公園内の移動

### エスカレーター
園内のエスカレーターは、世界で2番目に長い屋外エスカレーターがあり、海洋公園オープン当時は、世界で最も長いとされた（現在の世界最長は、中環至半山自動扶梯）。 

### ケーブルカー

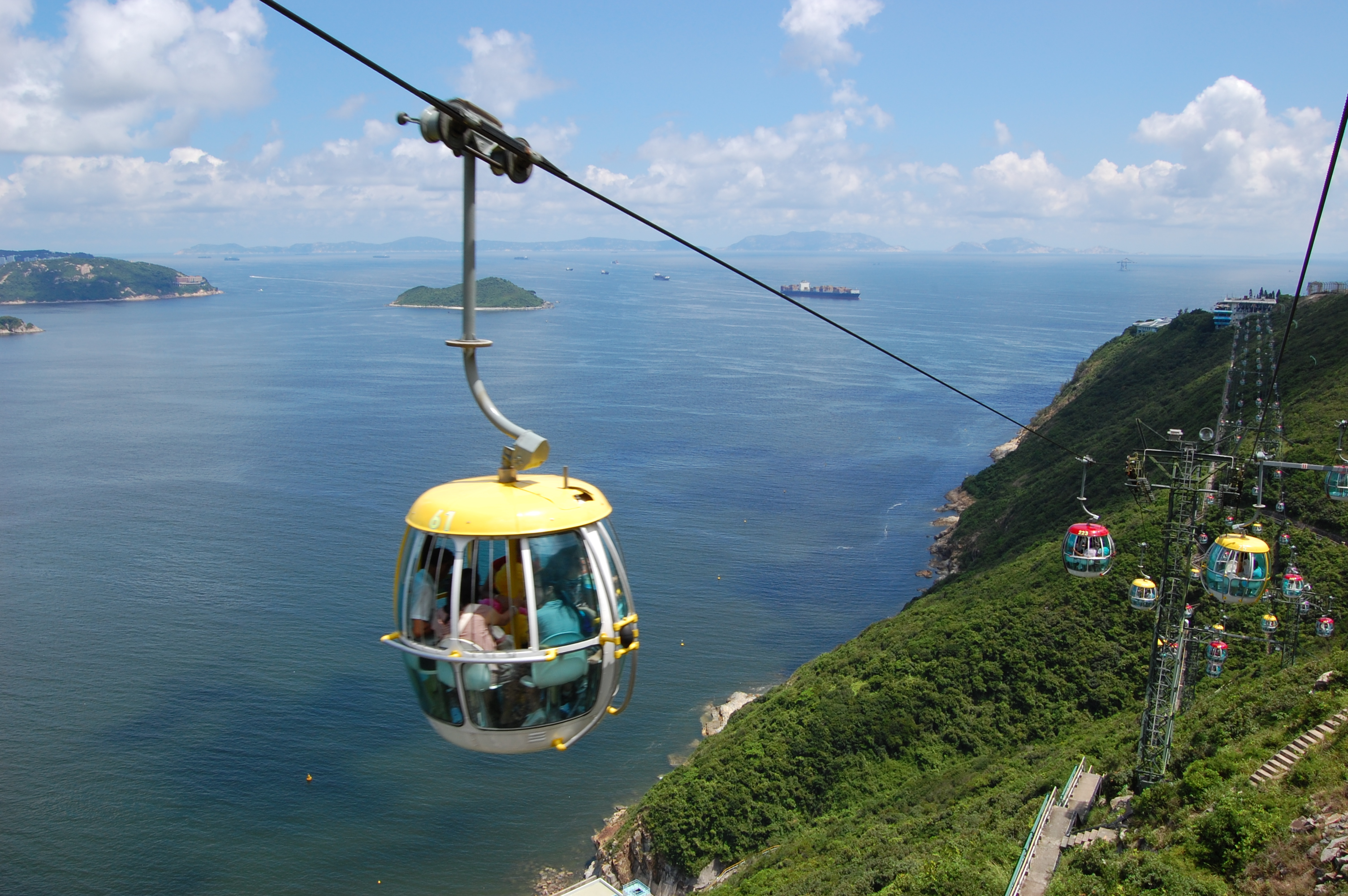
海洋公園ケーブルカー

園内には、長さ1.5-キロメートル (0.93 mi)のケーブルカー（日本で言う循環式ロープウェイ）があり、麓のオールド香港（Old Hong Kong）と、山上のマリンワールド（Marine World）とを結ぶ。所要時間は約8分20秒。多客時には、2本の索道を同時に稼働させることにより、1時間当たり約4,000人の来場者を輸送することが可能である。ゴンドラ（搬器）は、252両あり、各車の定員は6名である。

### オーシャンエクスプレス
英語表記は「Ocean Express」で、漢字表記は「海洋列車」。それまで、多客時には2本同時運行でも乗車するための長い行列ができ、さらに強風が発生すると運転見合わせになり、来場者の移動が容易ではなかったこともあったケーブルカー（ロープウェイ）の輸送改善策として、2009年8月に開業した交走式（つるべ式）ケーブルカー。ウォーターフロント駅（海濱站）と、サミット駅（高峰站）の2つのテーマエリアを約3分で結ぶ。園内の地形を生かし、駅施設以外の軌道は全てトンネルにすることで、天候に左右されることなく、1時間当たり最大で約5,000人の来場者を輸送する。潜水艦をモチーフにした車両は2両編成。車内は走行中、園内のテーマの一部である海底をイメージした映像を上映し、アトラクション的な要素も盛り込んでいる。フォルクスワーゲンが公式スポンサーであり、駅のホーム屋根の柱にも、同社のシンボルマークの旗が掲出されている。

## 入場者
| 2008年    | 2009年    | 2010年    | 2011年    | 2012年    | 世界ランキング |
| --------- | --------- | --------- | --------- | --------- | -------------- |
| 5,030,000 | 4,800,000 | 5,404,000 | 6,955,000 | 7,436,000 | 12             |